# Messier 74
Messier 74 (M74 ili NGC 628) je spiralna galaksija u zviježđu Ribe. Galaksija je primjer spiralnih galaktika "velikog dizajna" u kojima su jasno vidljivi i izraženi spiralni krakovi. M74 nam je okrenuta naličjem pa su spiralni krakovi odlično vidljivi. 
Pierre Méchain je otkrio galaksiju krajem rujna 1780. godine. Svoje otkriće otkrio je suradniku i prijatelju Charlesu Messieru. Messier je odredio položaj galaktike i unio je u svoj katalog 18. listopada 1780. godine. M74 je bila među prvih 14 tzv. "spiralnih maglica" koje je prepoznao Lord Rosse sredinom 19. stoljeća.

## Svojstva
M74 se nalazi na udaljenosti od oko 30 milijuna ly. Prividne dimenzije galaktike su 10.2'x9.5' što znači da su linearne dimenzije oko 90,000. U usporedbi s našom galaksijom Mliječnom stazom, M74 je tek neznatno manja. Galaksija se od nas udaljava brzinom od 793 km/s. 
Spiralni krakovi M74 su veoma simetrični i široki. Na fotografijama je moguće vidjeti plave grudice po spiralnim krakovima. Te grudice su mladi otvoreni skupovi, tek nastali iz oblaka plina i prašine. Simetričnost spiralnih krakova uzrokovana je tzv "valovima gustoće". Valovi gustoće nastaju kada na materijal koji kruži oko galaktike naleti spiralni krak. Taj materijal onda poprimi oblik luka i na kraju se stopi s materijom spiralnog kraka. Time se povećava gustoća spiralnih krakova i održava njihov prvotni oblik. Širina spiralnih krakova je oko 1000 ly.
M74 je dominantni član grupe od nekolicine galaksija. U grupi se nalaze galaktike NGC 660, UGC 891, UGC 1176, UGC 1195 i UGCA 20.

### Supernove
- SN 2002ap: magnituda 12.3, tip Ic supernova, otkrivena 29. siječnja 2002. godine
- SN 2003gd: magnituda 13.2, tip II supernova, otkrivena 12. lipnja 2003. godine
- SN 2013ej: magnituda 12.4, tip II supernova, otkrivena 25. srpnja 2013. godine

## Amaterska promatranja
M74 veoma je teško uočiti u prostorima gdje postoji svjetlosno zagađenje. Kroz 100 mm teleskop će se vidjeti samo sjajna jezgra. 200 mm teleskop neće pokazati mnogo više, tek jezgru i oko nje okrugao oblak od 4' u promjeru. Teleskopi veći od 400 mm pokazat će spiralne krakove i pojedine čvorove u spiralnim krakovima.

## Vanjske poveznice
- Skica M74 kroz 300mm teleskop